# 검은부리아비

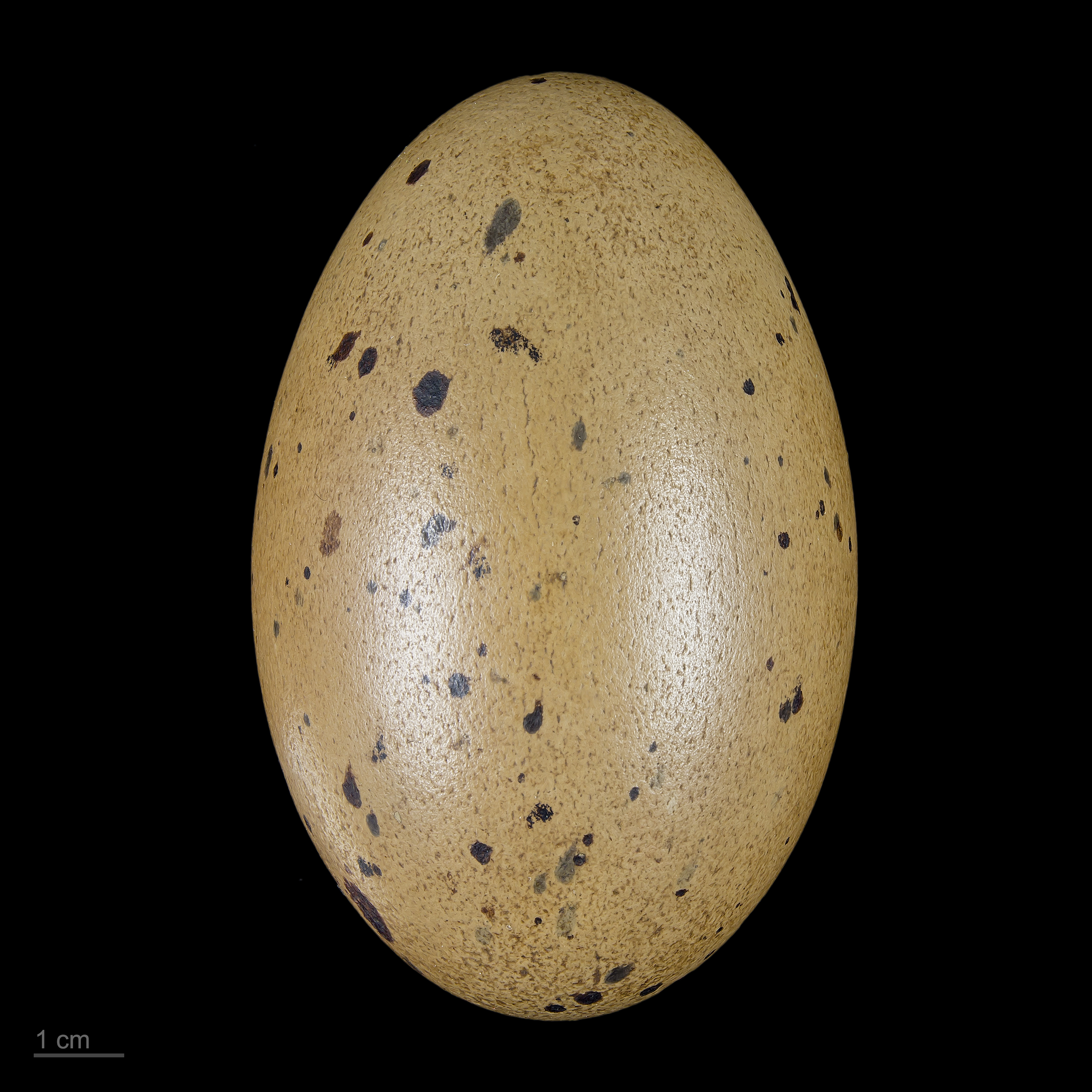
Gavia immer

검은부리아비(Gavia immer)는 아비목 아비속에 속하는 새이다. 북아메리카 대륙 북부, 그린란드 연안에서 서식하며 겨울에는 북아메리카 연안, 알류샨 열도, 아이슬란드, 영국, 스칸디나비아반도 연안에 걸쳐 겨울을 보낸다.
몸 길이는 약 80cm이다. 몸의 색은 흰부리아비와 많이 닮았지만 부리의 색으로 구분할 수 있다. 비번식기에는 바다에서 서식한다. 강이나 호수 기슭의 지상에서 조그마한 구덩이를 만든 다음에 식물이 깔린 둥지를 튼다. 1마리마다 2, 3개 정도의 알을 낳는데 알은 29일 동안 성장한다. 암컷과 수컷이 함께 공동으로 알을 품는다.